# Clarazella ampla
Clarazella ampla är en insektsart som först beskrevs av Rehn, J.A.G. 1918.  Clarazella ampla ingår i släktet Clarazella och familjen Ommexechidae. Inga underarter finns listade i Catalogue of Life.